# Apóstolos Kóntos
Apóstolos Kóntos (grec moderne : Απόστολος Κόντος), né le 22 novembre 1947, est un ancien joueur et entraîneur de basket-ball grec. Il évolue au poste d'ailier.

## Palmarès
- 3e des Jeux méditerranéens de 1971